# Stuart Cable
Stuart Cable (19. května 1970 Aberdare – 7. června 2010 Llwydcoed) byl velšský rockový bubeník a televizní a rozhlasový moderátor.

## Život a kariéra
Jeho otec zemřel, kdy mu bylo deset let. V roce 1992 založil Cable se svými dvěma přáteli Kellym Jonesem a Richardem Jonesem kapelu Stereophonics (původně nazvanou Tragic Love Company). Cable skupinu opustil po vydání čtyř studiových alb, v roce 2003. V roce 1992, tedy v době vzniku Stereophonics, působil i ve skupině NailBombs, s níž nahrál EP s názvem Raw Sex for Breakfast (Cable na něm zpíval hlavní vokály). V roce 2008 byl dočasnou náhradou za Eda Grahama ve skupině Stone Gods. V roce 2009 byl jedním z 582 bubeníků, kteří hráli všichni najednou totéž, za což byli zapsáni do Guinnessovy knihy rekordů. Roku 2010 byl zapojen do benefičního projektu The Stand, v němž dále působil například baskytarista Guto Pryce. Cabla nakonec po jeho smrti nahradil Ryan Richards z kapely Funeral for a Friend. Ke konci svého života rovněž působil ve skupině Killing for Company.
Roku 2002 dostal svůj vlastní televizní pořad Cable TV na stanici BBC Wales, což mělo následujícího roku za následek jeho odchod ze skupiny Stereophonics (věnoval příliš mnoho času televizní kariéře). Později moderoval další vlastní televizní pořad Cable Connects (2005) a měl rovněž rozhlasový pořad na BBC Radio Wales nazvaný Cable Rock. Rovněž měl dva pořady na stanici Kerrang! 105.2 – Cable and Caroline Show (každou neděli ráno) a The Rock 'n' Roll Years (všední dny). V roce 2009 vydal autobiografickou knihu s názvem Demons and Cocktails: My Life with the Stereophonics.
Dne 7. června 2010 byl nalezen mrtvý ve svém bytě v jihovelšské vesnici Llwydcoed. Později bylo zjištěno, že se ve spánku udusil vlastními zvratky po nadměrné konzumaci alkoholu. Pohřeb se konal 21. června toho roku v Kostele svatého Elvana v Aberdare. Po obřadu bylo jeho tělo zpopelněno. Kapela Stereophonics o něm napsala píseň „Before Anyone Knew Our Name“ ze své desky Scream Above the Sounds (2017).